# Flocos de milho

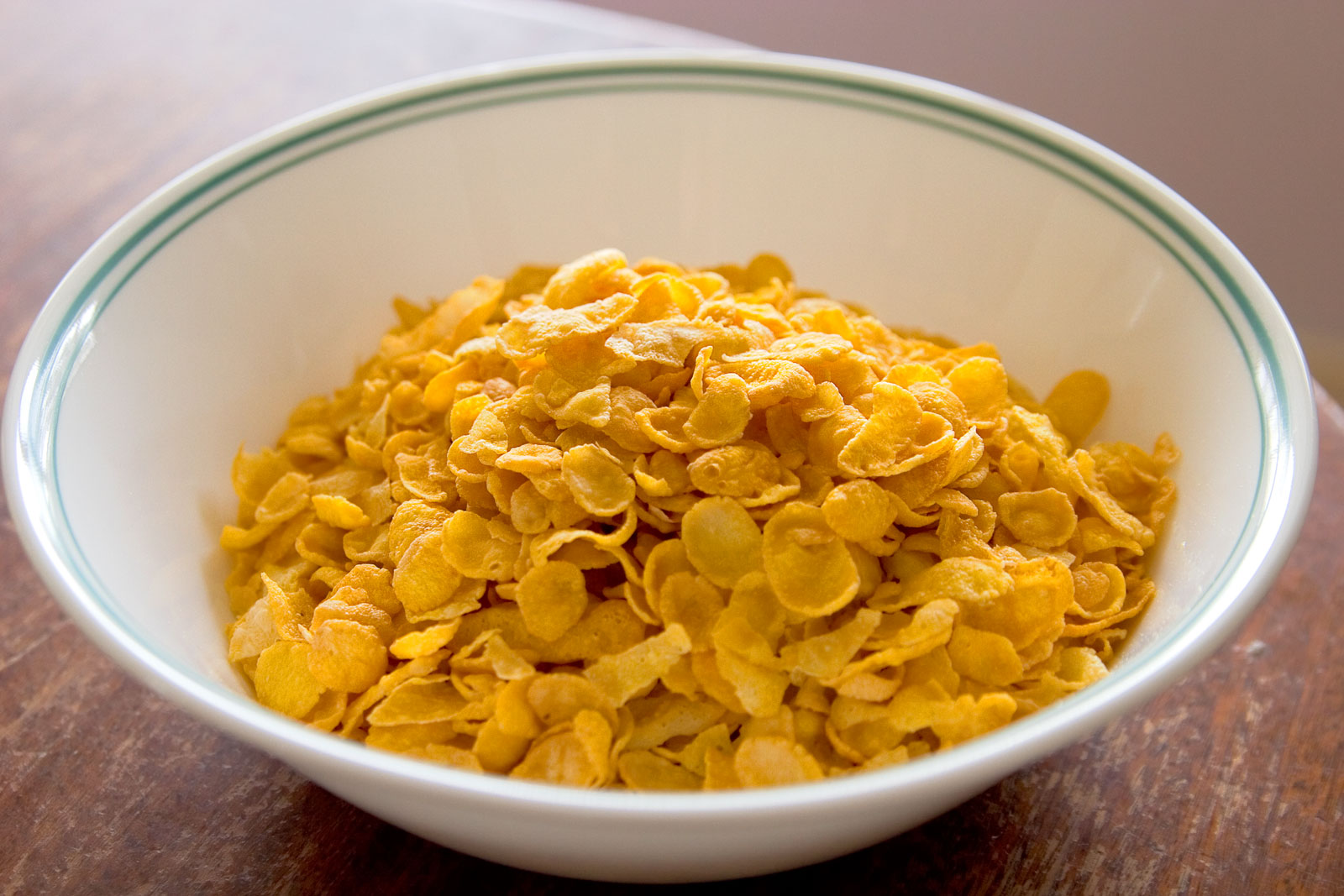
Uma taça de flocos de milho

Flocos de milho (em inglês:  corn flakes) são um cereal matinal produzido pela torrefação de flocos feitos de grãos de milho. Esta preparação do cereal foi criada por John Harvey Kellogg em 1894, como alimento que achava que seria saudável para os pacientes do Sanatório de Battle Creek, no Michigan, que dirigia. O cereal matinal veio a revelar-se popular entre os pacientes e a Kellogg's Company (Kellogg's) foi criada pelo irmão do Dr. John, Will, para produzir flocos de milho para o público em geral. Uma patente para o processo de fabrico foi atribuída em 1896.
Com os flocos de milho a tornarem-se muito populares na comunidade norte-americana, um paciente anterior no sanatório, C. W. Post, começou a fabricar produtos rivais. Kellogg continuou a experimentar e vários ingredientes foram adicionados à receita e diferentes grãos foram utilizados. Em 1928, começou a fabricar Rice Krispies, outro cereal matinal de sucesso, à base de arroz.
Existem muitas marcas genéricas de flocos de milho produzidos por vários fabricantes. Além de ser usado como cereal matinal, os flocos triturados podem substituir as migalhas de pão nas receitas e podem ser incorporados em muitos pratos confecionados.

## História
O milho foi de grande importância para os nativos americanos da tribo Hopi. Numa área onde a comida era frequentemente escassa, o milho fornecia uma fonte alimentar relativamente estável, com importante valor nutricional. O milho transformado em farinha é convertido em tortilhas e também em piki, basicamente um pão de milho espalhado numa camada muito fina, quase tão fina quanto papel e depois assada.
A herança ocidental dos flocos de milho remonta ao século XIX, quando um grupo de adventistas começou a desenvolver um novo alimento que atendesse aos padrões de sua dieta vegetariana estrita. Os membros do grupo experimentaram numerosos grãos, incluindo trigo, aveia, arroz, cevada e, claro, milho. O Dr. John Harvey Kellogg, diretor do Battle Creek Sanitarium em Battle Creek e adventista, usou essas receitas para seus pacientes, como parte de um regime vegetariano rigoroso. Este regime excluía o álcool, tabaco e cafeína e a dieta era composta inteiramente de alimentos moles. Como seguidor de Sylvester Graham, defensor da abstinência sexual e inventor das bolachas Graham e pão Graham, Kellogg acreditava que os alimentos condimentados ou doces aumentavam a líbido. Pelo contrário, este cereal de milho teria uma propriedade anti-afrodisíaca e diminuiria o desejo sexual.
A ideia surgiu por acaso, quando o Dr. Kellogg e seu irmão, Will Keith Kellogg, deixaram um pouco de trigo cozido em repouso, enquanto resolviam alguns problemas do sanatório. Ao retornarem, descobriram que o trigo tinha sido alterado, mas como o seu orçamento era rigoroso, decidiram continuar com o processo forçando-o com rolos e esperando obter folhas finas e longas de massa. Para sua surpresa, o que conseguiram foram pequenos flocos, que serviram aos seus pacientes. Este evento ocorreu em 8 de agosto de 1894 e eles registaram uma patente para "cereais em flocos e o seu processo de preparação" em 31 de maio de 1895, que foi atribuída em 14 de abril de 1896, sob o nome de "Granose".
Os flocos de cereais, então servidos com leite e marshmallows, tornaram-se um alimento muito popular entre os pacientes e os irmãos começaram a experimentar com flocos de outros grãos. Will Keith Kellogg, que foi diretor administrativo do sanatório, decidiu comercializar a nova comida em 1906. Na sua nova empresa, a Kellogg's, Will decidiu adicionar açúcar aos flocos para torná-los mais apetitosos, mas isso causou-lhe um desentendimento com o irmão. Para aumentar as vendas, adicionou uma oferta especial em 1909, o livrinho "Funny Jungleland Moving Pictures", uma brochura que foi entregue àqueles que comprassem duas caixas de cereal. Este prémio foi oferecido durante 22 anos. Ao mesmo tempo, a empresa começou a experimentar novos cereais para expandir a sua cadeia de produção. O Rice Krispies, feito com arroz, foi seu próximo grande sucesso e começou a ser vendido em 1928.